# Фарловеллы
Фарловеллы (лат. Farlowella) — род лучепёрых рыб из семейства кольчужных сомов, обитающий в Южной Америке. Назван в честь американского ботаника Уильяма Фарлоу.

## Описание
Общая длина представителей этого рода колеблется от 10 до 26,5 см. Морфологически и молекулярно похожи на сомов из рода Sturisoma. Тело игловидное, вытянутое, стройное, полностью покрыто костными пластинками (даже брюхо). Глаза небольшие. Морда длинная, тонкая и узкая. У самцов на морде есть увеличенные одонтоды (кожаные зубчики). Рот небольшой. Спинной и анальный плавники расположены напротив друга. Грудные плавники небольшие, но достаточно широкие. Брюшные плавники крошечные. Хвостовой плавник напоминает раздвоенный кнут.
Окрас коричневый с различными оттенками. По бокам проходят тёмные контрастные полосы. Способны к мимикрии.

## Образ жизни
Это донные рыбы. Биотопы заселение самые разнообразные. Одни виды живут в лесных ручьях, на глубине от 0,3 до 2 м с песчаным дном; другие — в реках с быстрым течением и непрозрачными водами на каменистых почвах. Самый распространённый биотоп — это заросли осоки вдоль берегов, которая растёт в полупогруженном состоянии. На нижней части осоки «висят» сомы этого рода. Это могут быть большие реки с мутной (или белой) водой и слабым течением.
Активны в сумерках или ночью. Днём прячутся среди камней, растений или под корягами. Питаются преимущественно водорослями, а также мелкими водными организмами.

## Размножение
Для нереста выбирают узкие щели или затопленные растения, куда самка откладывает до 50 000 икринок. Нерест происходит в сумерках или на рассвете. Самец заботится об икре до появления мальков, которым помогает освобождаться при выходе из икры.

## Распространение
Распространены в бассейнах рек Амазонка, Ориноко, Магдалена, Парана и озёрах Маракайбо и Валенсия. Также встречаются в реках Гайаны.

## Содержание в аквариуме
Понадобится высокий аквариум ёмкостью от 150 литров. На дно насыпают смесь среднего и мелкого песка тёмных тонов. Вдоль задней стенки высаживают растения с длинным стеблем или укрепляют вертикально на дне тростник, добавляют также 2—3 коряги в середине или по краям аквариума.
Видам из быстрых рек аквариум оформляют иначе. Основой служит крупный песок, поверх которого выкладывают камни разного размера. Реофильным видам также необходимы коряги.
Это неагрессивные сомики. Содержат группой от 5 особей. Соседями могут быть любые не агрессивные рыбы соответствующего размера. Кормят рыб свежими овощами, таблетками для растительноядных сомов и живым кормом(заморозкой). Из технических средств нужен внутренний фильтр средней мощности для создания умеренного течения, компрессор. Для реофильных сомов фильтр должен быть мощным. Температура содержания должна составлять 22—26 °C.

## Классификация
На май 2018 года в род включают 27 видов:
- Farlowella acus (Kner, 1853) — Игловидная фарловелла[1]
- Farlowella altocorpus Retzer, 2006
- Farlowella amazonum (Günther, 1864)
- Farlowella colombiensis Retzer & Page, 1997
- Farlowella curtirostra Myers, 1942
- Farlowella gracilis Regan, 1904
- Farlowella hahni Meinken, 1937
- Farlowella hasemani Eigenmann & Vance, 1917
- Farlowella henriquei Miranda Ribeiro, 1918
- Farlowella isbruckeri Retzer & Page, 1997
- Farlowella jauruensis Eigenmann & Vance, 1917
- Farlowella knerii (Steindachner, 1882)
- Farlowella mariaelenae Martín Salazar, 1964
- Farlowella martini Fernández-Yépez, 1972
- Farlowella nattereri Steindachner, 1910
- Farlowella odontotumulus Retzer & Page, 1997
- Farlowella oxyrryncha (Kner, 1853)
- Farlowella paraguayensis Retzer & Page, 1997
- Farlowella platorynchus Retzer & Page, 1997
- Farlowella reticulata Boeseman, 1971
- Farlowella rugosa Boeseman, 1971
- Farlowella schreitmuelleri Ahl, 1937
- Farlowella smithi Fowler, 1913
- Farlowella taphorni Retzer & Page, 1997
- Farlowella venezuelensis Martín Salazar, 1964
- Farlowella vittata Myers, 1942
- Farlowella yarigui Ballen & Mojica, 2014